# Найкращий новачок чемпіонату СРСР
Найкращий новачок чемпіонату СРСР — нагорода найяскравішому гравцеві-дебютанту футбольної першості колишнього Радянського Союзу. Вручалася редакцією московського журналу «Спортивные игры» у 1986—1991 роках. Неофіційно вважалося, що лауреат є водночас Молодим футболістом року в СРСР.

## Історична довідка
Згідно з умовами конкурсу, до голосування допускалися футболісти, які проводили перший сезон у вищій лізі чемпіонату СРСР. При цьому вікові обмеження не виставлялися. В анкетуванні брали участь футбольні функціонери, наставники та журналісти; кожен називав трійку найкращих, на його думку, гравців. Спеціальної нагороди переможцю референдуму не було.

## Лауреати
| Сезон | Переможець          | Клуб             |
| ----- | ------------------- | ---------------- |
| 1986  | Ігор Добровольський | Динамо (Москва)  |
| 1987  | Олександр Мостовий  | Спартак (Москва) |
| 1988  | Вадим Роговський    | Торпедо (Москва) |
| 1989  | Олег Лужний         | Динамо (Київ)    |
| 1990  | Сергій Юран         | Динамо (Київ)    |
| 1991  | Валерій Величко     | Динамо (Мінськ)  |